# Таміка темнохвоста
Та́міка темнохвоста (Cisticola dambo) — вид горобцеподібних птахів родини тамікових (Cisticolidae). Мешкає в Центральній Африці.

## Підвиди
Виділяють два підвиди:
- C. d. kasai Lynes, 1936 — провінція Касаї (ДР Конго);
- C. d. dambo Lynes, 1931 — південний схід ДР Конго, східна Ангола і західна Замбія.

## Поширення і екологія
Рудошиї таміки поширені в Демократичній Республіці Конго, Анголі і Замбії. Вони живуть на заплавних луках.